# Rausdorf (Schleswig-Holstein)
Pour les articles homonymes, voir Rausdorf.
Rausdorf est une commune allemande du Schleswig-Holstein, située dans l'arrondissement de Stormarn (Kreis Stormarn), à dix kilomètres au nord-est de la ville de Reinbek. Rausdorf fait partie de l'Amt Trittau qui regroupe dix communes autour de Trittau.